# アンソニー・ジョン・デニソン
アンソニー・ジョン・デニソン（Anthony John Denison、本名：アンソニー・ジョン・サレーロ、Anthony John Sarrero、1949年9月20日 - ）は、アメリカ合衆国の俳優。トニー・デニソンとクレジットされることもある。

## 来歴

### 生い立ち
ニューヨーク州ニューヨークハーレムにて、シチリア系の両親の間に、3人兄妹の長男として生まれる。
大学に進学するため、建設業で得た収入をニューヨーク大学の学費に充て、学士号を取得している。

### キャリア
俳優になる以前は、建築会社経営者、生命保険販売員、運転手、新聞報道編集者、カジノ経営者など、多岐にわたる仕事をした。
ステージネームであるDenisonは、彼のゴッドマザーであるジャン・デニソンからとったものである。
1986年、マイケル・マン監督が製作総指揮を執った『クライム・ストーリー』でTVデビュー。この作品で演じたレイ・ルカという役は、アメリカのTIME誌において、"1980年代の悪役No.1"の称号を得て讃えられている。
1980‐90年代前半頃までは、アンソニー・ジョン・デニソン（Anthony John Denison）、もしくは、アンソニー・デニソン（Anthony Denison）との表記が多かったが、1990年代後半以降の出演作では、愛称のトニー（Tony Denison）でのクレジットが主となっている。

### 私生活
舞台女優のジェニファー・エバンスと1986年に結婚し、愛妻家として有名だったが2008年に離婚している。この結婚の前にも一度離婚しており、離婚歴は2回だが、いずれも子どもはいない。
ベジタリアンであり、動物愛護の運動やイベントにも意欲的に参加している。ただし、パルメザンチーズの誘惑にだけは勝てないらしい。
貧しい人たちの支援やチャリティーにも熱心で、毎年クリスマスシーズンには、孤児院や施設の子どもたちにサンタクロースに扮してプレゼントを配っている。

## 主な出演作品
| 公開年    | 邦題 原題                                         | 役名                               | 備考                                |
| --------- | ------------------------------------------------- | ---------------------------------- | ----------------------------------- |
| 1982      | ウェイトレス Waitress!                            | モー                               | 日本未公開                          |
| 1986‐1988 | クライム・ストーリー Crime Story                  | レイ・ルカ                         | S1～S2                              |
| 1988      | 大脱走2 The Great Escape II : The Untold Story    | マイク・コレリー警部補             | TV映画                              |
| 1988‐1989 | Wiseguy                                           | ジョン・ヘンリー・ラグリン         | TVドラマ                            |
| 1989      | Full Exposure : The Sex Tapes Scandal             | ジェームズ・トンプソン警部補       | TV映画                              |
| 1989      | I Love You Perfect                                |                                    | TV映画                              |
| 1990      | The Girl Who Came Between Them                    | バリー・ハントーン                 | TV映画                              |
| 1990      | Little Vegas                                      | カーマイン・デ・カルロ             | 日本未公開                          |
| 1991      | Before the Storm                                  |                                    | TV映画                              |
| 1991      | レッドターゲット・裏切りのロシア Under Cover      | ディラン・デルアミーコ             | TVドラマ                            |
| 1991      | 光と闇の十字架 Child of Darkness, Child of Light  | ジャスティン神父                   |                                     |
| 1991      | 希望の街 City of Hope                             | リゾ                               |                                     |
| 1992      | The Price She Paid                                | ウェルズ                           | TV映画                              |
| 1992      | Lady Boss                                         | クーパー・ターナー                 | TV映画                              |
| 1992      | ハーヴェスト・奪われた腎臓 The Harvest            | ノエル・ガズマン                   |                                     |
| 1993      | プワゾンの香り The Amy Fisher Story               | ジョーイ・バタフューコ             | TV映画                              |
| 1993      | 消された運命線 Sex, Love and Cold Hard Cash       | ダグラス・コルソン                 | TV映画                              |
| 1993      | シュリンジ Full Eclipse                           | ジム・シェルドン                   | TV映画                              |
| 1994      | クリミナル・パッション Criminal Passion           | ネイサン・レナード                 |                                     |
| 1994      | A Brilliant Disguise                              | アンディ・マノーラ                 | 日本未公開                          |
| 1994      | シークエスト SeaQuest DSV                         | ボビー                             | S1,Ep14 ゲスト主演                  |
| 1994      | 判決のとき Getting Gotti                          | ジョン・ゴッティ                   |                                     |
| 1994      | メン・オブ・ウォー Men of War                     | ジミー・G                          |                                     |
| 1995      | 反逆の赤コーナー Opposite Corners                 | オージー・ドナテロ                 | 日本未公開                          |
| 1996      | Love and Marriage                                 | ジャック・ナルディーニ             | TVドラマ                            |
| 1996      | No One Could Protect Her                          | ダン・レイナー                     | 日本未公開                          |
| 1996      | クライム・シンジケート For Which He Stands        | ヴィニー・グロッソ                 |                                     |
| 1997      | The Corporate Ladder                              | マット・テイラー                   | 日本未公開                          |
| 1997      | メルローズ・プレイス Melrose Place                | ジム・ライリー                     | S5,Ep24‐33                          |
| 1998      | リベンジ・闇の処刑人 Vengeance Unlimited          | ジェームズ・ブロル保安官           | S1,Ep3 ゲスト出演                   |
| 1998      | チャームド・魔女3姉妹 Charmed                     | ビクター・ベネット                 | S1,Ep3                              |
| 1999      | Surgeon General's Warning                         | ある男性                           |                                     |
| 1999      | Road Kill                                         | ミスターZ                          | 日本未公開                          |
| 2000      | Rocket's Red Glare                                | マーティ                           | 日本未公開                          |
| 2000      | 炎のテキサス・レンジャー Walker, Texas Ranger     | マイケル・ウェストモーランド       | S8,Ep24‐25                          |
| 2000      | The Last Producer                                 | ポーカープレイヤー                 | 日本未公開                          |
| 2000      | Skeleton Woman                                    | ビクター                           | 日本未公開                          |
| 2000      | 奇跡の歌 Looking for an Echo                      | "ナッピー" レイ・ナポリターノ      |                                     |
| 2001      | Island Prey                                       | ピーター・ソーントン               | 日本未公開                          |
| 2001      | ローン・ガンメン The Lone Gunmen                  | ラリー・ローズFBI諜報員            | S1,Ep11 ゲスト出演                  |
| 2001      | ホットゾーン Venomous                             | トーマス・スパークス少将           |                                     |
| 2001      | The Haunted Heart                                 | ビル                               | TVドラマ                            |
| 2002      | The Tower of Babble                               | ジョン                             | ショートフィルム                    |
| 2002      | Now You Know                                      | ゲイリー・リチャーズ               | 日本未公開                          |
| 2002‐2003 | 犯罪捜査官ネイビーファイル JAG                    | CAG航空母艦員                      | S8,Ep11.15                          |
| 2003      | Art of Revenge                                    | ジョン・ラヴィッチ                 | 日本未公開                          |
| 2003      | The District                                      | サル・コルツォ                     | S3,Ep17 ゲスト出演                  |
| 2003      | ワタシにキメテ Chasing Papi                       | クイン捜査官                       |                                     |
| 2003      | She Spies                                         | アーサー・ネイギン                 | S1,Ep18 ゲスト出演                  |
| 2003‐2006 | プレイメーカーズ Playmakers                       | マイク・ジョージ コーチ            | TVドラマ                            |
| 2004      | ワイルドシングス2 Wild Things 2                   | ナイルズ・ダンラップ               |                                     |
| 2004      | NYPDブルー・ニューヨーク市警15分署 NYPD Blue      | トニー・グリマルディ               | S11,Ep12 ゲスト出演                 |
| 2004      | The D.A.                                          | ポール・ハーパー                   | S1,Ep2.4                            |
| 2004      | ER緊急救命室 ER                                   | パトリエ刑事                       | S11,Ep7 ゲスト出演                  |
| 2005      | 犯罪捜査官ネイビーファイル JAG                    | ステファン・ステファノパウロス警視 | S10,Ep14                            |
| 2005      | CSI:科学捜査班 CSI : Crime Scene Investigation    | サイ・マグリ                       | S5,Ep15 ゲスト出演                  |
| 2005      | Choker                                            | マーサー警部補                     | 日本未公開                          |
| 2005      | コールド・ケース Cold Case                        | マイク（現代）                     | S2,Ep17 ゲスト出演                  |
| 2005      | The O.C.                                          | ボビー・ミルズ                     | S2,Ep21 ゲスト出演                  |
| 2005      | クリミナル・マインド FBI行動分析課 Criminal Minds | ウェイガートSWAT部隊長             | S1,Ep6 ゲスト出演                   |
| 2005‐2012 | クローザー The Closer                             | アンディ・フリン警部補             | S1～S7                              |
| 2006      | Murder 101                                        | ネルソン・レイモンド               | TV映画                              |
| 2006      | モンスター・少女監禁殺人 Karla                    | バロウス刑事                       |                                     |
| 2006      | ボストン・リーガル Boston Legal                   | カート・ルーミス                   | S2,Ep17 ゲスト出演                  |
| 2006      | プリズン・ブレイク Prison Break                   | アルド・バロウズ                   | S1,Ep15.19 S2,Ep10‐12               |
| 2007      | Dead Write                                        | ブルーノ・アレキサンダー医師       | 日本未公開                          |
| 2008      | クラッシュ!!! Crash and Burn                      | フランシス・ガラード               | TV映画                              |
| 2009      | Signal Lost                                       | チャールズ・ライト                 | ショートフィルム プロデューサー兼任 |
| 2012‐2018 | Major Crimes 〜重大犯罪課 Major Crimes            | アンディ・フリン警部補             | S1～S6                              |